# برف

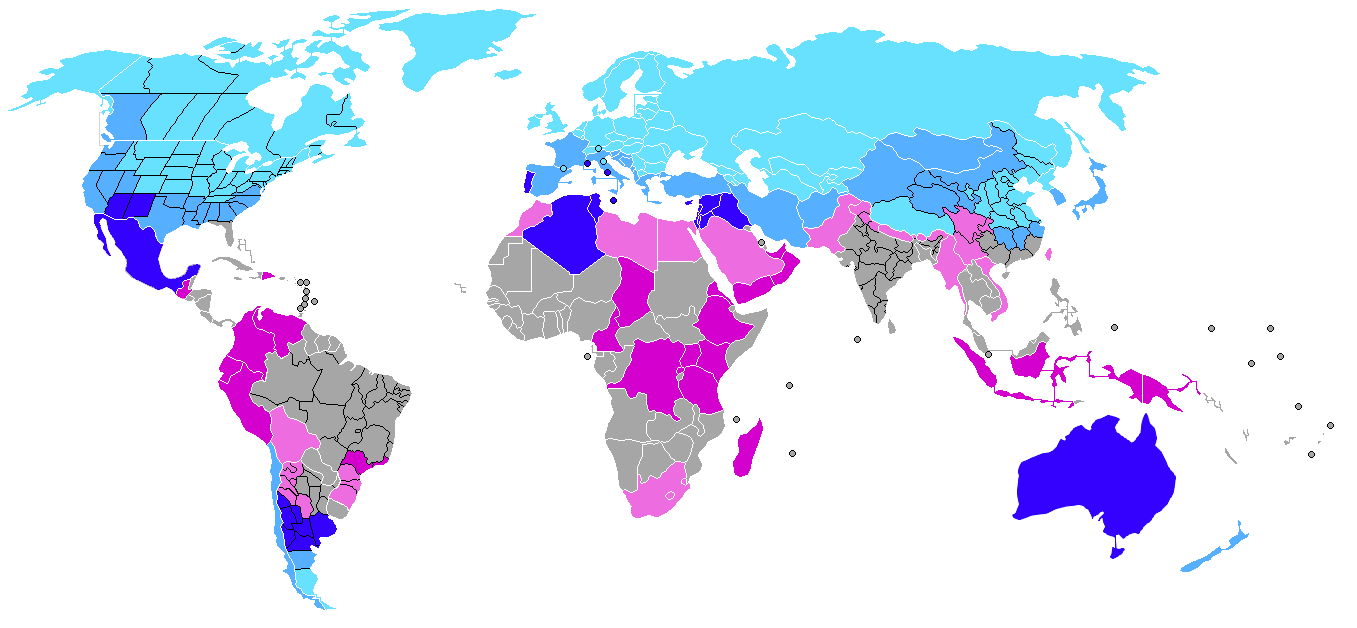
نقشه کشورها بر پایهٔ بارش برف
برف در همهٔ مناطق
برف در زمین‌های زیر ۵۰۰ متر از سطح دریا اما نه در همهٔ مناطق (به‌ویژه در مناطق ساحلی یا بیابانی)
احتمال برف در زمین‌های زیر ۵۰۰ متر از سطح دریا، اما به ندرت
برف تنها در زمین‌های بالای ۵۰۰ متر از سطح دریا
برف تنها در زمین‌های بالای ۲۰۰۰ متر از سطح دریا
بدون برف

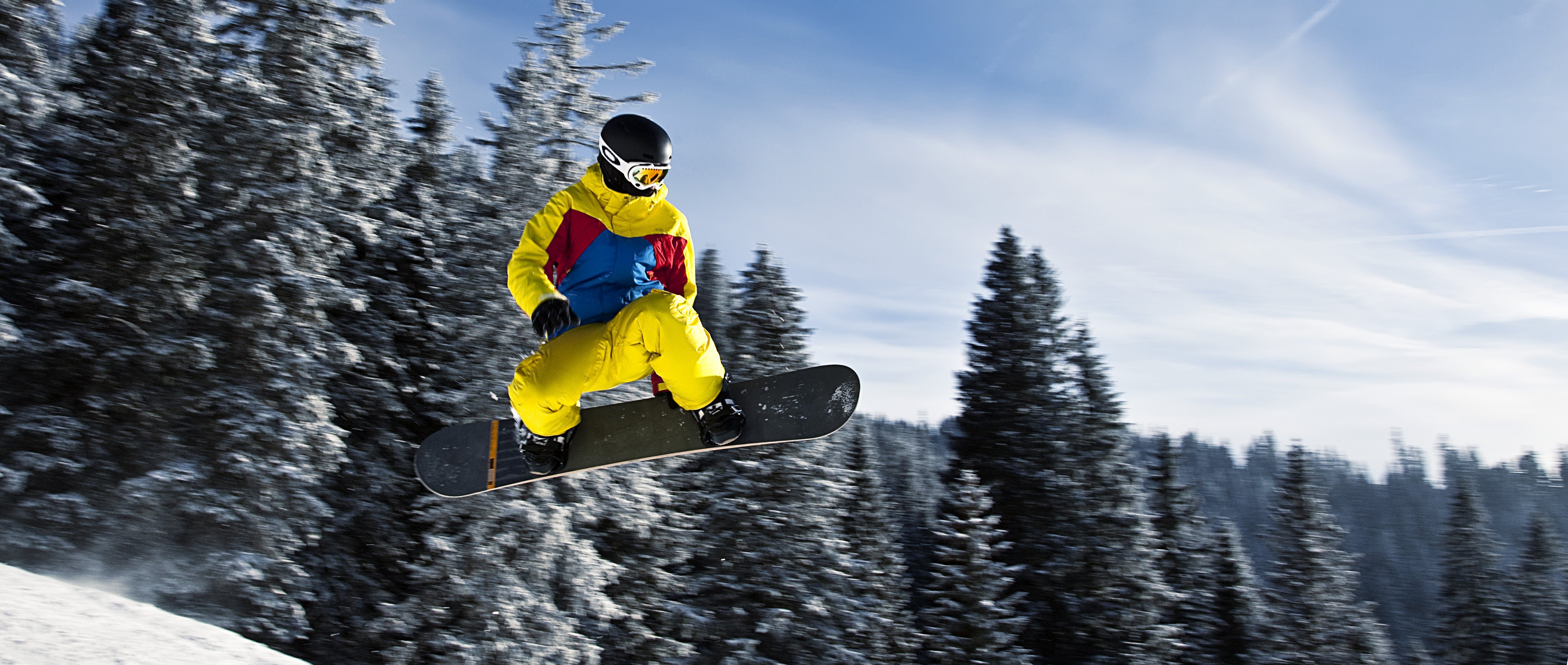
ورزش‌های زمستانی با برف، پویایی می‌یابند.

بَرف یکی از ریزش‌های آسمانی و نیز نام پوششی است که از آن بر زمین تشکیل می‌گردد.
وقتی هوای گرم به بالای آسمان راه می‌یابد، بخار آب را هم همراه خودش به بالا به داخل آسمان می‌برد. در بالای آسمان بخار آب سرد شده و قطره‌های آب دور ذرّه‌های ریز گرد و غبار موجود در هوا تشکیل می‌شود. مقداری از بخار آب هم به شکل بلورهای ریز یخ منجمد می‌شود که قطره‌های آب سردشده را جذب می‌کند. قطره‌ها به شکل بلورهای یخ منجمد شده و کریستال‌های بزرگ‌تری را تشکیل می‌دهد که آن‌ها را برف‌ریزه می‌نامند. برف‌ریزه‌ها به هنگام سنگین‌شدن، پایین‌تر می‌آیند.
برف بر فعالیت‌های انسانی مانند ترابری اثر می‌گذارد؛ ایجاد نیاز به پاک نگه‌داشتن راه‌ها، سقف‌ها و پنجره‌ها و در کشاورزی مدیریت آب برای محصول و نگاه‌بانی از دام‌ها از جمله این اثرها هستند. ورزش‌هایی مانند اسکی، اسنوبورد و سفر با ماشین‌برفی و دیگر بازی‌های برفی نیز هنگام بارش برف، هوادارانی دارند. برف با ایجاد یک لایه عایق در طول زمستان که تحت آن گیاهان و جانداران می‌توانند در سرما زنده بمانند، بر اکوسیستم‌ها نیز اثر می‌گذارد.

## ریشهٔ نام
واژهٔ کنونی «برف» از واژهٔ وَفْر wafr یا وَفْرَه wafra در زبان هندی  گرفته شده‌است. برف در زبان کهن هندی به شکل‌های سْنیزَگ، سْنیخر و سْنوی snoy نیز آمده‌است که همگی با واژهٔ snow در زبان انگلیسی و Schnee در زبان آلمانی هم‌ریشه‌اند.

اسکیموها تعداد زیادی واژهٔ متفاوت برای انواع «برف» دارند.

## چگونگی تشکیل دانه‌های برف

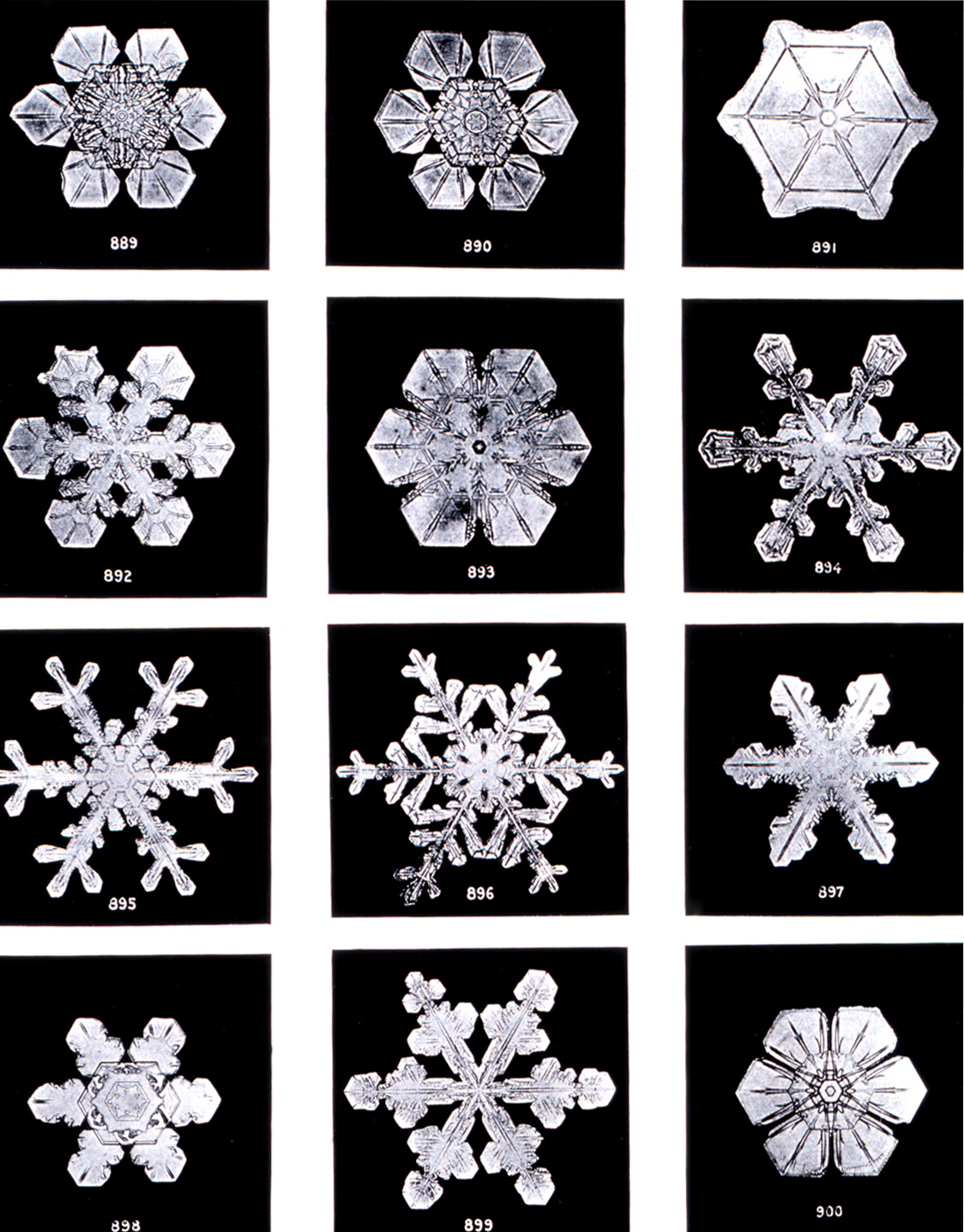
انواع برف ریزه

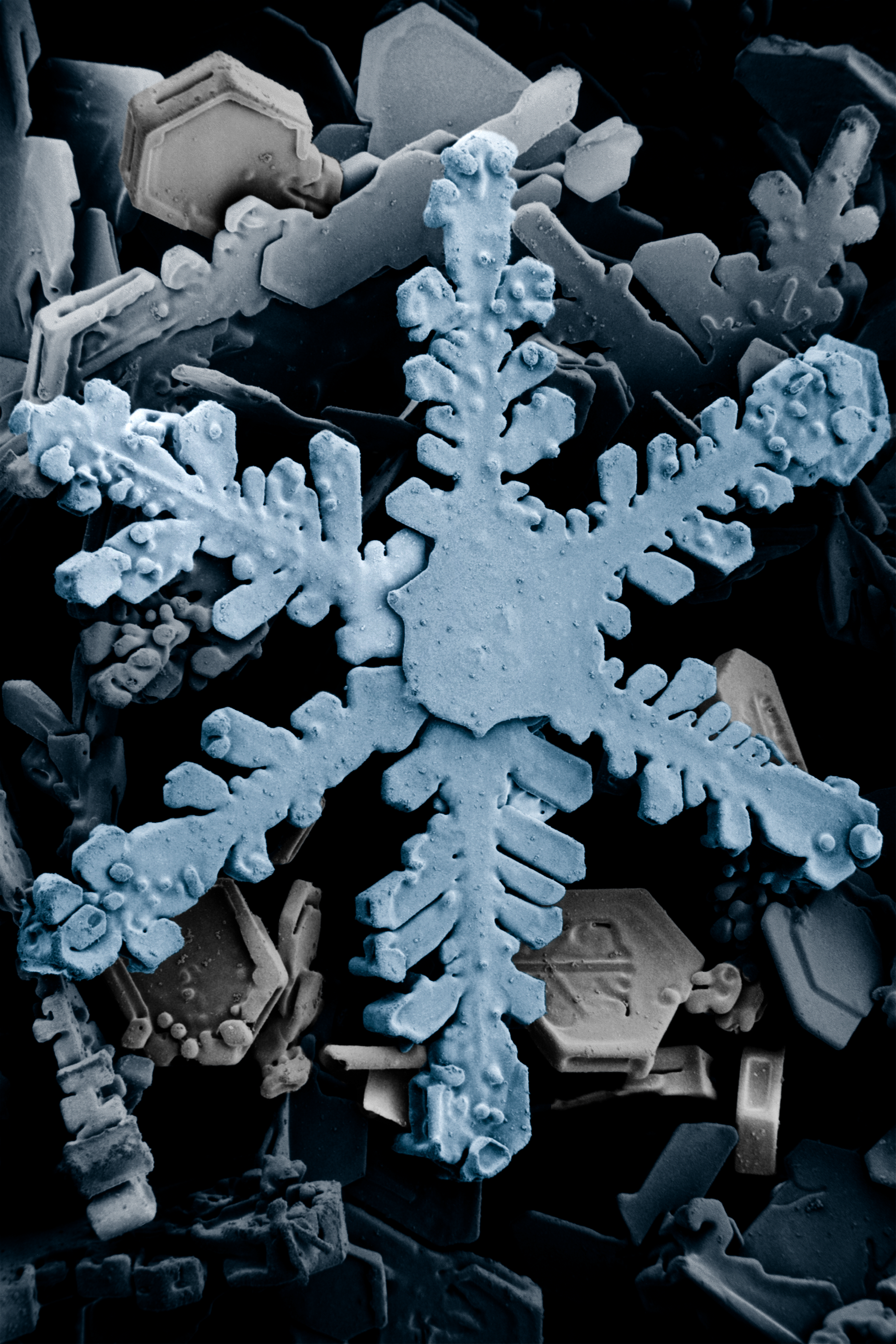
یک بلور برف رنگی شده که به وسیلهٔ میکروسکوپ الکترونی روبشی عکس برداری شده‌است.

دانه‌های برف هنگامی تشکیل می‌شود که قطره‌های کوچک برف داخل ابر (که قطری نزدیک به ۱۰ μm دارند) منجمد می‌شوند. این قطرات می‌توانند تا دمایی در حدود ۱۸− درجه سانتیگراد (صفر درجه فارنهایت) به حالت مایع باقی بمانند. به این دلیل این امکان وجود دارد که این قطرات به اندازه‌ای کوچک هستند که امکان تشکیل ساختاری همچون ساختار یخ را ندارند. برای تشکیل دانهٔ برف چندین مولکول در کنار هم در اطراف یک هسته قرار می‌گیرند. آزمایش‌ها نشان می‌دهد تنها در حالتی این اتفاق می‌افتد که دما به −۳۵ °C (−۳۱ °F) یا پائین‌تر برسد.
در ابرهایی که گرمتر هستند ممکن است هستهٔ دانهٔ برف از گرد و غبار یا ذرات بیولوژیکی تشکیل شوند، همچنین در بارش‌های مصنوعی که در بارورسازی ابرها بدست انسان صورت می‌گیرد یدید نقره و یخ خشک هم در هستهٔ دانه‌های برف قرار می‌گیرند.

هنگامی که این قطرات یخ زده‌اند، در فرایند فوق سرمایش شروع به رشد می‌کنند. از آنجا که قطرات آب بسیار متنوع هستند، کریستال‌های یخ نیز انواع مختلفی دارند. این کریستال‌ها قادرند به اندازه‌ای در حد میلی‌متر برسند. این کریستال‌ها در زمانی که به اندازهٔ کافی بزرگ شدند، بارش برف شروع می‌شود. در کتاب رکوردهای جهانی گینس بزرگترین دانهٔ برف، مربوط به ژانویه سال ۱۸۸۷در منطقهٔ فورت کیوج ایالت مونتانا ثبت شده که قطر این دانهٔ برف ۳۸ سانتیمتر بوده‌است. با اینکه برف بی‌رنگ است اما به خاطر بازتاب دادن تمام طیف‌ها توسط دانه‌های برف ما برف را به رنگ سفید می‌بینیم.
شکل کلی دانهٔ برف توسط دما و مقدار رطوبت مشخص می‌گردد. اما تمام این دانه‌ها شش پهلو و مسطح هستند.

## اندازه‌گیری مقدار بارش برف

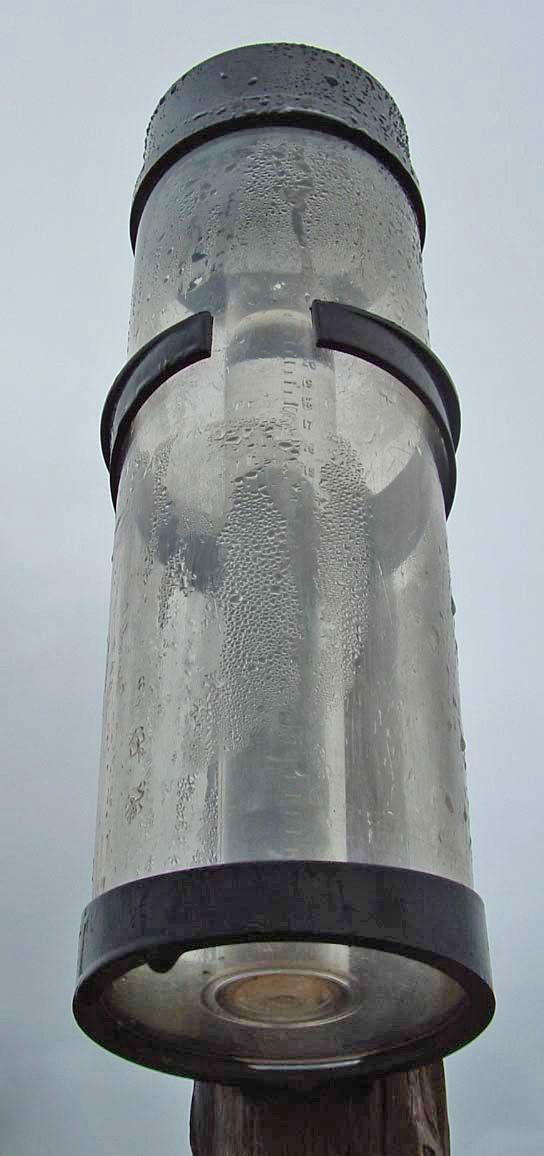
باران سنج استاندارد

برای اندازه‌گیری مقدار بارش برف معمولاً از باران سنج‌های استاندارد استفاده می‌شود. این کار با برداشتن قیف و سیلندر درونی باران سنج برای ورود برف به داخل باران سنج انجام می‌شود. ممکن است مایعی ضدیخ برای آب شدن برف و یخی که در دهانه باران سنج جمع شده اضافه شود. پس از پایان بارش برف یا پر شدن لولهٔ باران سنج، لوله را خالی و مقدار برف را اندازه‌گیری می‌کنند.

## اهمیت برف
برف به‌جهت اینکه آب جامد محسوب می‌شود، منبع بسیار مهمی برای تأمین آب آشامیدنی به‌شمار می‌رود. برف به خاطر اینکه رفته‌رفته به آب تبدیل می‌شود اهمیت بیش‌تری نسبت به باران دارد. چون برف محتوی مقدار زیادی هواست، رسانای ضعیفی برای گرما شناخته می‌شود. به‌همین علت پوششی از برف می‌تواند سبزی‌های در حال خواب مزارع را محافظت کند یا از درختان در مقابل سرمای بیش از حد نگه‌داری کند و اسکیموها را در کلبه‌های برفی امان دهد. در حقیقت برف بزرگ‌ترین پشتوانه بر زندگی بشر در زمینهٔ آبیاری و کشاورزی است.

## ساختن سازه‌های یخی و برفی
با استفاده از برف می‌توان سازه‌ها و مجسمه‌های یخی زیبایی ساخت. همه ساله در کشورهای مختلف جشنواره‌هایی یخی برگزار می‌شود که در آن این ساخته‌ها در معرض دید قرار داده می‌شوند. همچنین اسکیمو خانه‌های خود را با برف می‌سازند.

## برف در ادبیات
در ادبیات در نمونه‌های بسیاری به برف اشاره شده و معمولاً به معنای ظلمت و تاریکی یا به معنای پاکی و معصومیت استفاده شده‌است. داستان سفیدبرفی و هفت کوتوله از جملهٔ داستان‌هایی است که در آن از برف برای نشان دادن پاکی (سفیدبرفی) استفاده شده‌است و در داستانی همچون سرگذشت نارنیا برف یکی از نشانه‌های ظلمت و تاریکی است.

### برف در ادبیات فارسی
در ادبیات فارسی نیز برف کاربردهای زیادی داشته و در بسیاری از شعرهای فارسی به توان تخریبی یا زیبایی برف اشاره شده‌است. مانند شعری در این رابطه از فردوسی:
| بگفتند کاین برف و باد دمان |  | ز ما بود کآمد شما را زیان |

و شعری از آغاجی بخارایی
| به هوا در نگر که لشکر برف |  | چون کند اندرو همی پرواز  |
| راست همچون کبوتران سپید   |  | راه گم کردگان ز هیبت باز |

و همچنین این تشبیه بسیار زیبا و ماندگار از برف؛ بی آن که حتی نامی از برف آورده شود، از صائب تبریزی
| در لحاف فلک افتاده شکاف |  | پنبه می‌بارد از این کهنه لحاف |

برف در ادبیات داستانی نیز کاربرد نمادین یافته‌است و از هر دو جنبهٔ پاکی و ظلمات مورد توجه قرار دارد. در داستان مردگان جویس، برف سرچشمه الهام و شهود است.

### برف در ادبیات ژاپنی
یوکی-اونا یا همان زن برفی، یک روح یا یوکای در فولکلور ژاپن است. وی چهره‌ای محبوب در ادبیات ژاپنی، مانگا و همین‌طور در انیمیشن‌ها محسوب می‌شود.

## تفریحات با برف

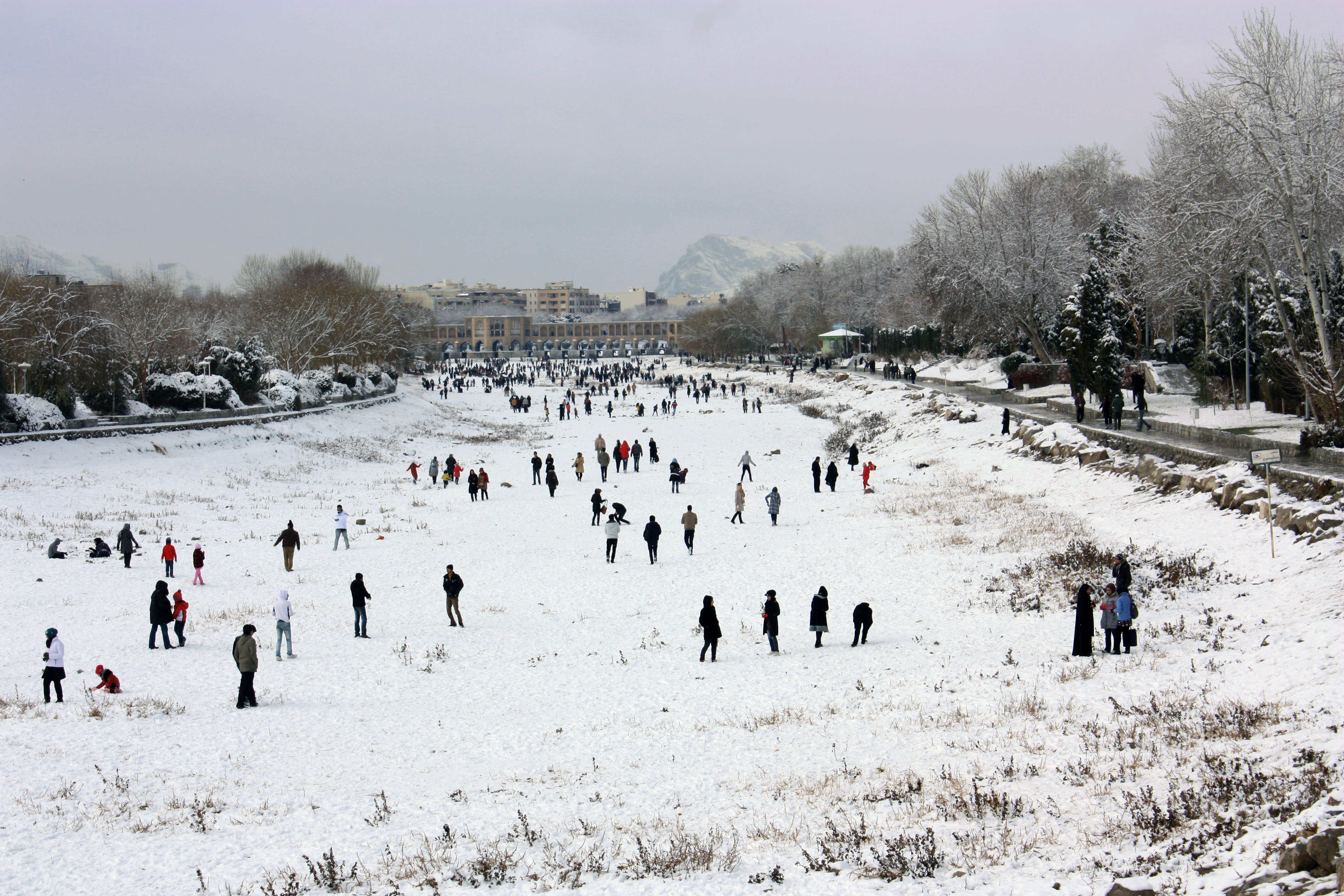
برف بازی

ورزش‌های متنوعی را می‌توان بر برف انجام داد که از جمله آن‌ها می‌توان به موارد زیر اشاره کرد:
- اسکی
- برف پالیزه (اسنوبوردینگ)
- سورتمه‌سواری
- لژسواری

تفریحات روزهای برفی:
- آدم‌برفی
- برف بازی

## نظریات یونانیان باستان در مورد برف
آناکسیمن یکی از شاگردان تالس، فیلسوف مشهور یونانی گمان داشت که هرگاه باران یخ بزند، برف پدید می‌آید و اگر در این هنگام با آب و هوا آمیخته شود، تگرگ تولید می‌شود. در نظریه‌ای دیگر که به فیثاغورس و پیروان او منسوب شده، آمده‌است که هوای پدید آورندهٔ برف و باران سردتر از هوای پدید آورندهٔ تگرگ است، در حالی که محل پدید آمدن آن‌ها گرم‌تر از محل تولد تگرگ است.

به نظر ارسطو برف و شبنم یخ‌زده دارای علتی مشابه هستند و تنها تفاوت میان آن‌ها در درجه و مقدار ماده (تفاوت کمی) است، زیرا برف بر اثر یخ زدن ابر (بخار بسیار) و شبنم یخ‌زده بر اثر یخ زدن بخار (بخار کم)، تولید می‌شود.

## برف در ایران پیش از اسلام
در فرهنگ ایران باستان، برف همچون باد، باران، مه و ابرِ باران زا، از آفریده‌های مادی پیش از آفرینش زمین دانسته شده‌است. خدای برف یکی از اسب‌های گردونه ناهید بود. در اوستا به بارش برفی سنگین (جئیوی وفر) اشاره رفته‌است و در یشتها، زمستان هولناکی پیش‌بینی شده که سه سال زمین را دچار باران و تگرگ و برف و باد سرد خواهد کرد، چندان که زمین ویران و مخلوقاتش نابود خواهند شد. در شاهنامه روایتی هست که در جنگ ایران و توران در زمان کیخسرو، برف سنگینی همه جا را پوشاند، چنان‌که نبرد از یاد همگان رفت و ناچار شدند که اسبان جنگی را بکشند و بخورند.
در اساطیر ایران باستان جمشید آگاه می‌شود که نابودی جهان با سرما و برف و یخبندان است و او برای حفظ موجودات، گیاهان، جانوران و انسان‌ها، نژاده‌ها را در بنایی مستحکم به نام ورجمکرد گردآورد. به این سرما و بوران ملکوسان می‌گویند.

## بستنی برف در ایران
در روزگاران قدیم که هنوز خبری از انواع و اقسام بستنی‌های رنگارنگ نبود مردم در منطقه گرگان، رشت یا استان گلستان فعلی در خانه‌های خود بستنی درست می‌کردند. بیشتر از یک قرن پیش، زمانی که خبری از بستنی‌های مختلف با طعم‌های کاکائو، نسکافه و توت فرنگی نبود، زمانی که کارخانجات مختلف ساخت بستنی وجود نداشت تا این خوردنی شیرین را در بسته‌بندی‌های پلاستیکی تولید کند مردم بستنی‌های سنتی می‌خوردند.
برای این کار ظرفی را در فضای باز قرار می‌دادند تا از برف پر شود یا اگر گذاشتن ظرف هم فراموش می‌شد از جایی که به تمیز بودن برف آن کاملاً مطمئن بودند لایه ای برف برمی‌داشتند. برف جمع شده، درون یک کاسه بزرگ بلور ریخته می‌شد که از آن توده ای متراکم به دست می‌آمد که بستنی را تشکیل می‌داد. خوردن این توده یخی و سرد زیرگرمای کرسی‌های قدیمی در حالی که درون ظرف بلوری قدیمی ریخته شده بود و درون یک سینی مسی بر روی کرسی قرار می‌گرفت، برای اهالی خانه لحظاتی دلچسب را فراهم می‌آورد.

## نظر دانشمندان پس از اسلام در مورد برف
ابن ربن طبری می‌پنداشت که اگر بخارِ ترِ گرد آمده در هوا هنگام فرایند بارش باران با هوایی سخت سرد برخورد کند، این باران برف خواهد شد. ابویوسف کندی علت بارش باران، برف و تگرگ را انبوه شدن بخارات موجود در جو بر اثر «اسباب علوی و سفلی» خوانده، و سپس دربارهٔ برف چنین گفته‌است:

هرگاه سرمای جوی که از هوای میان زمین و ابر باران‌زا بالاتر (بالای ابر) است، بسیار شود، و باران ابر را به شدت فرو چکاند، آنگاه جو سرد (هوای زیر ابر) را در تبدیل آن به برف یاری می‌دهد و پیش از آنکه (قطرات) از جو سرد بگذرند، سرما آن‌ها را جامد می‌کند و به سان قطراتی فرومی‌نشینند. اندازهٔ این ذرات جامد متناسب اندازه قطرات است، هنگامی که هوای نزدیک سطح زمین گرم است، اگر دانه‌های جامد بزرگ باشند، می‌توانند پیش از آب شدن از این ناحیه عبور کنند و به صورت برف به زمین برسند؛ و اگر برای این کار ضعیف باشند، پیش از آنکه به زمین برسند، ذوب می‌گردند و باران می‌شوند و … . .

## نگارخانه

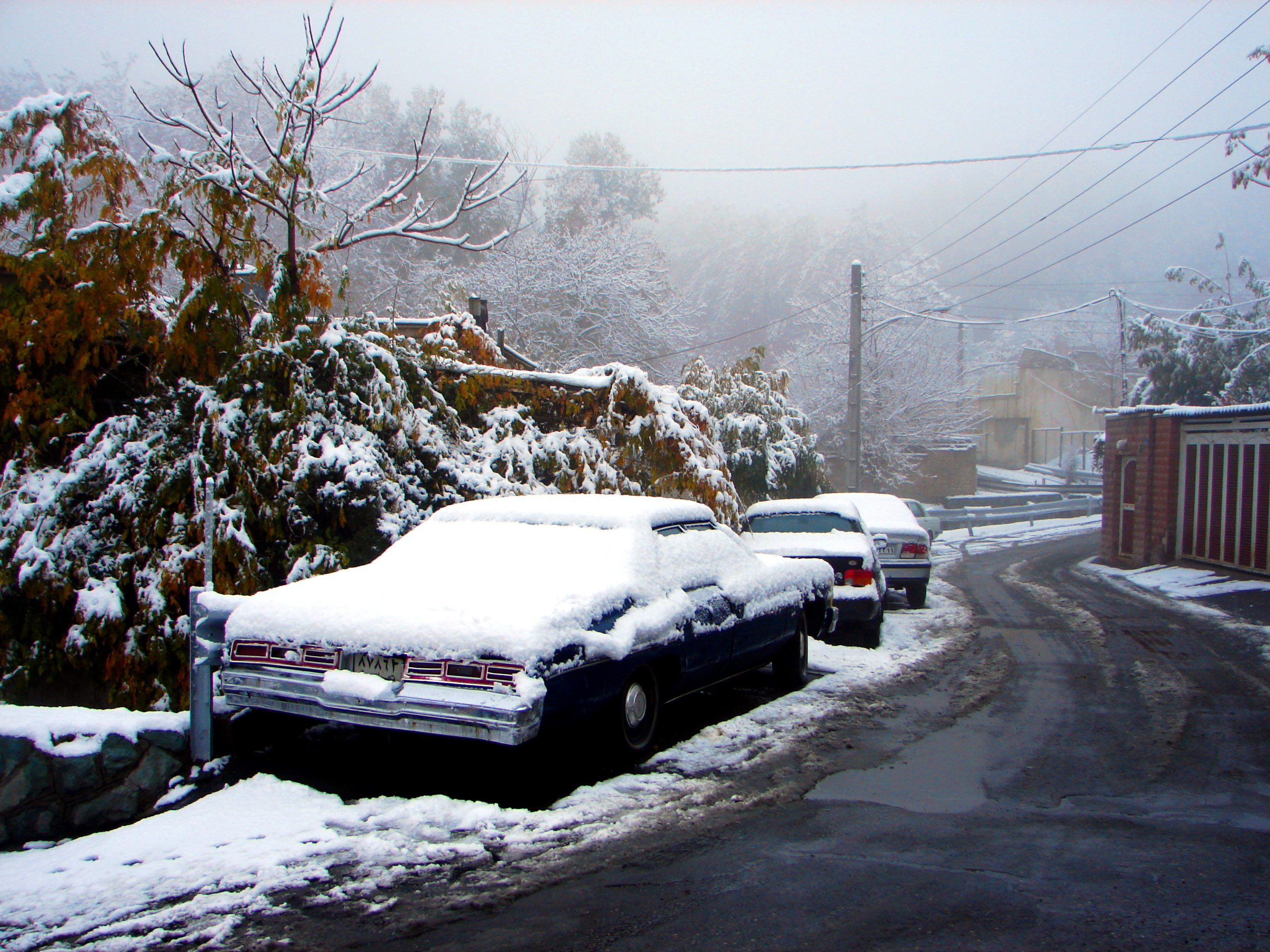
برف در تهران.
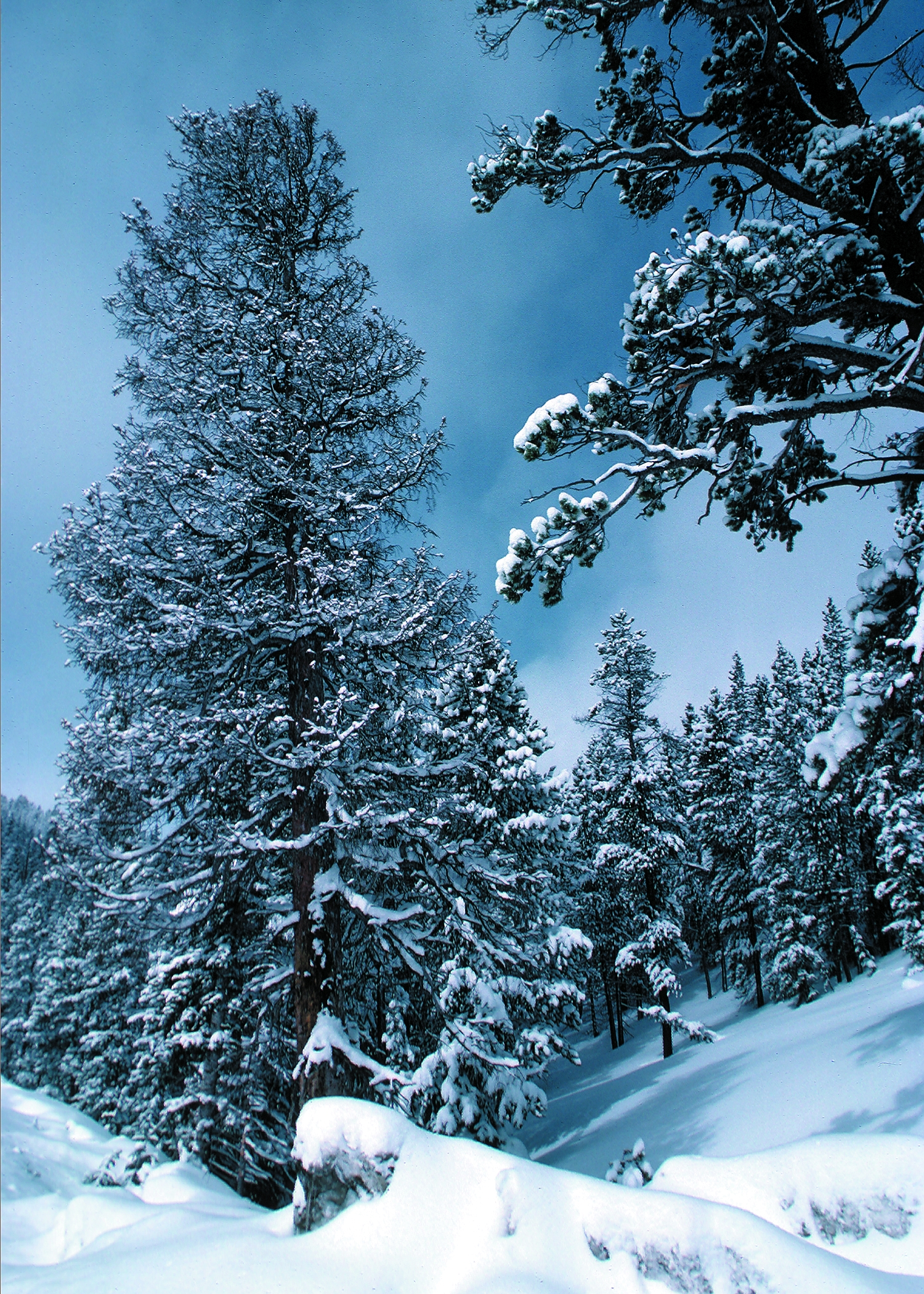
برف در کلرادو.
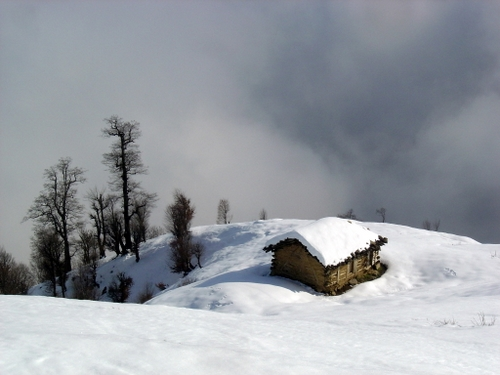
منطقه دهرا در زمستان.
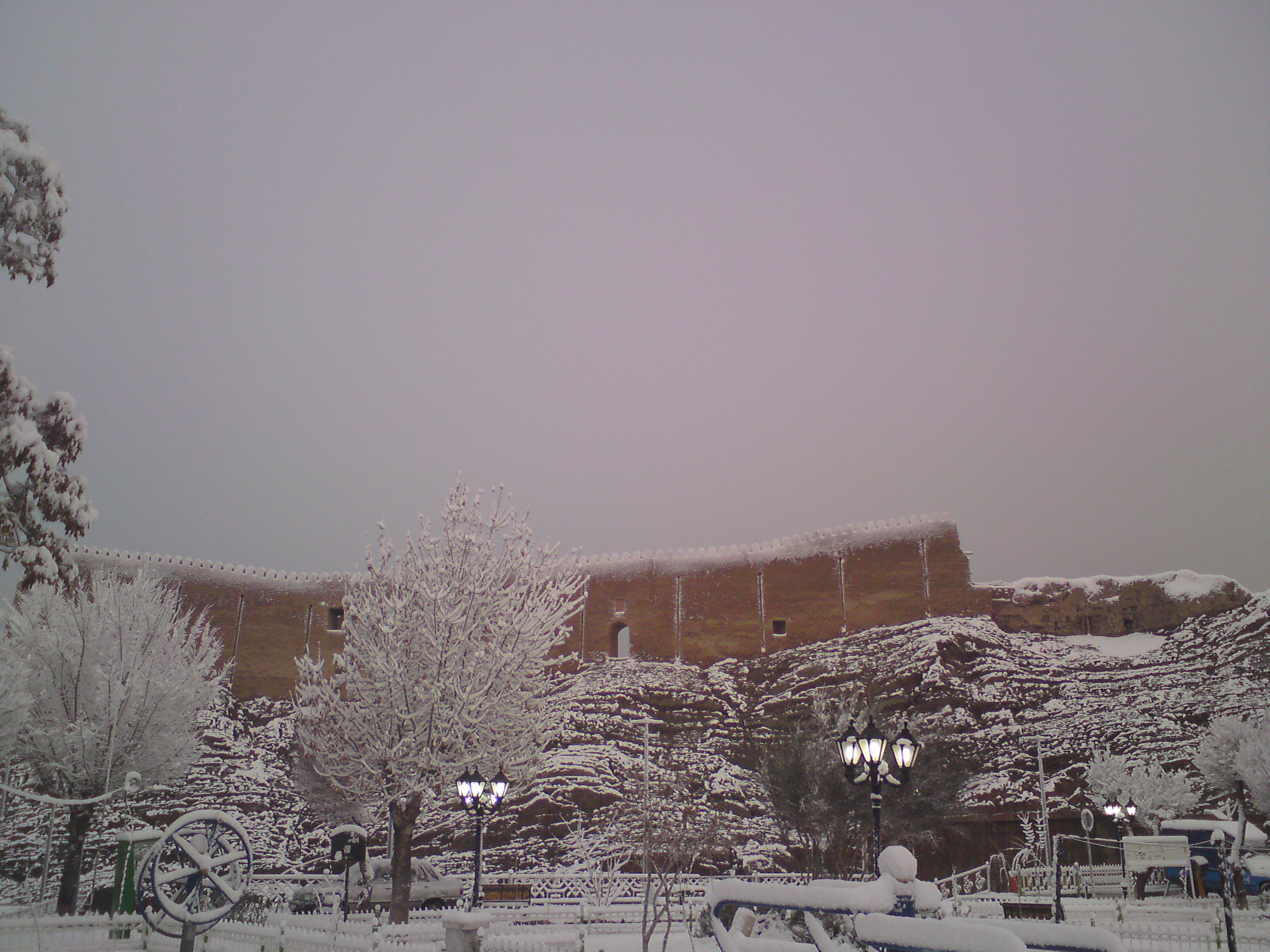
باروی ری در زمستان.
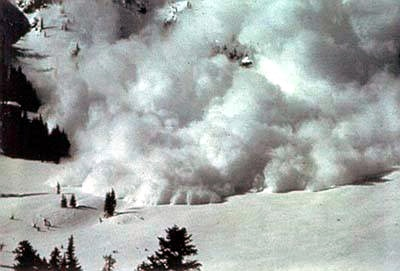
بهمن برف.
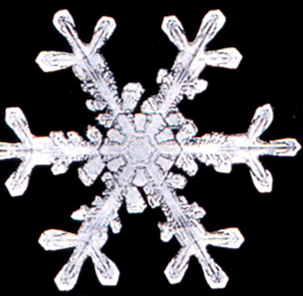
برف ریزه.
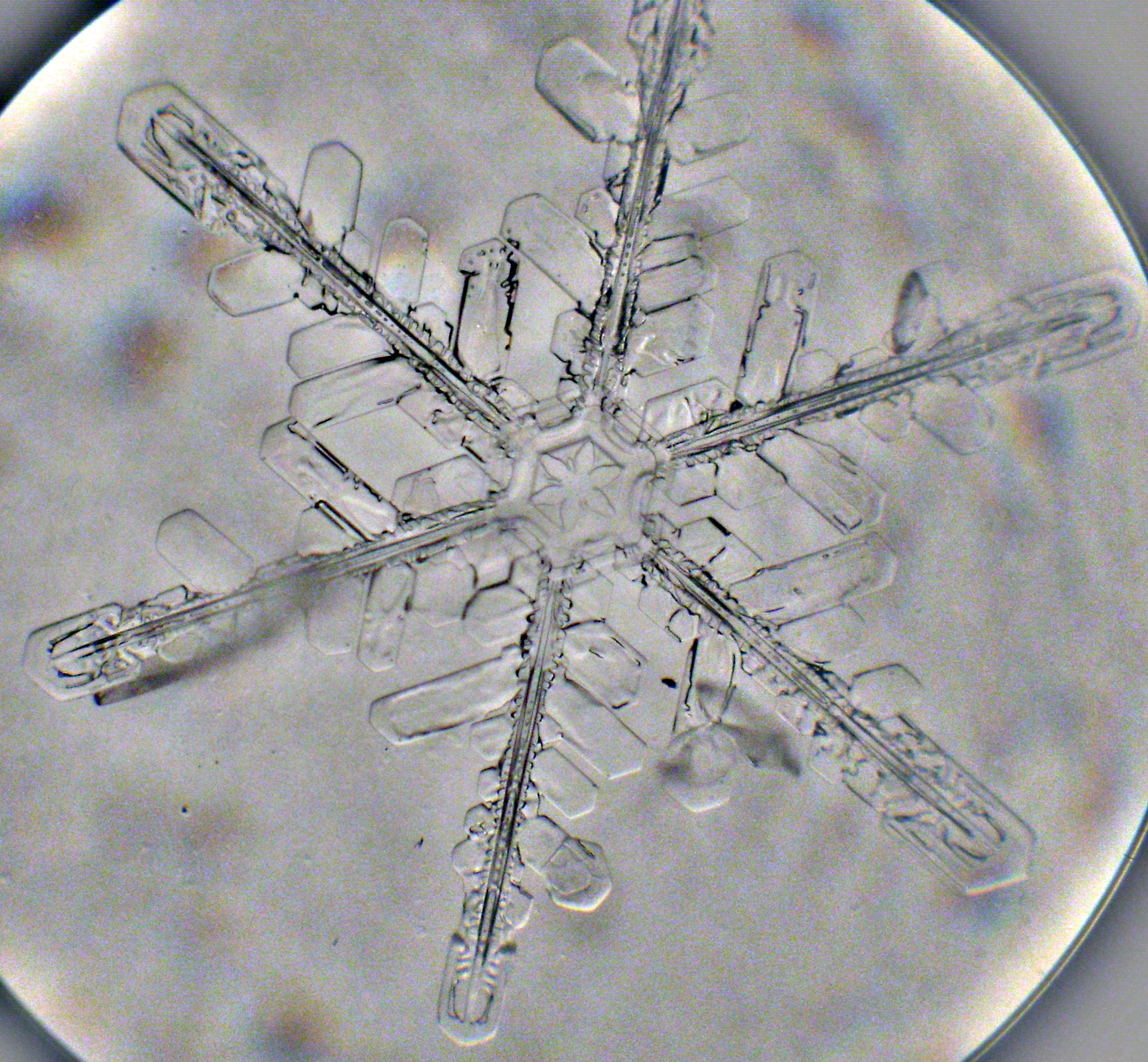
دانهٔ برف زیر میکروسکوپ نوری.
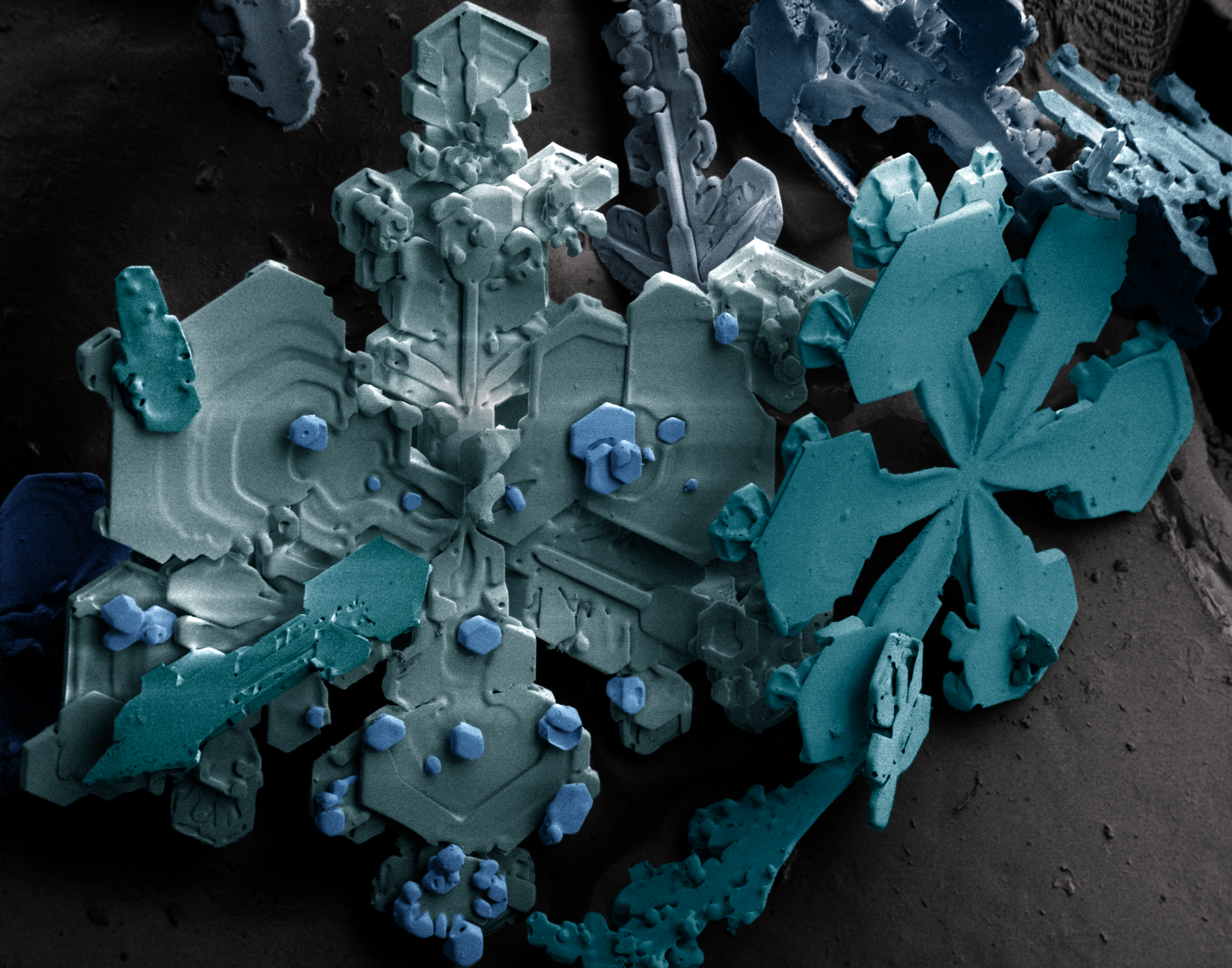
کریستال برف زیر میکروسکوپ الکترونی
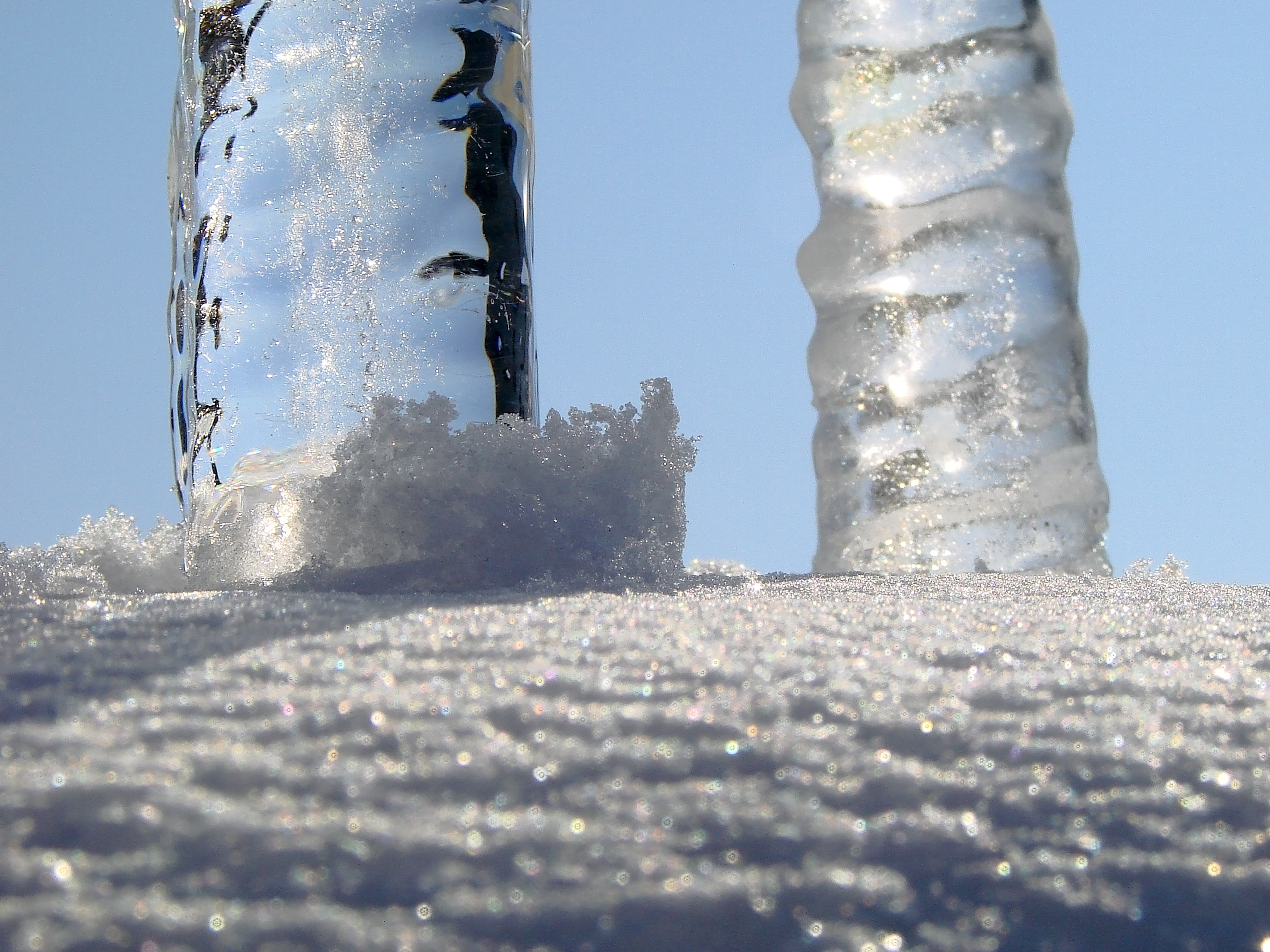
قندیل
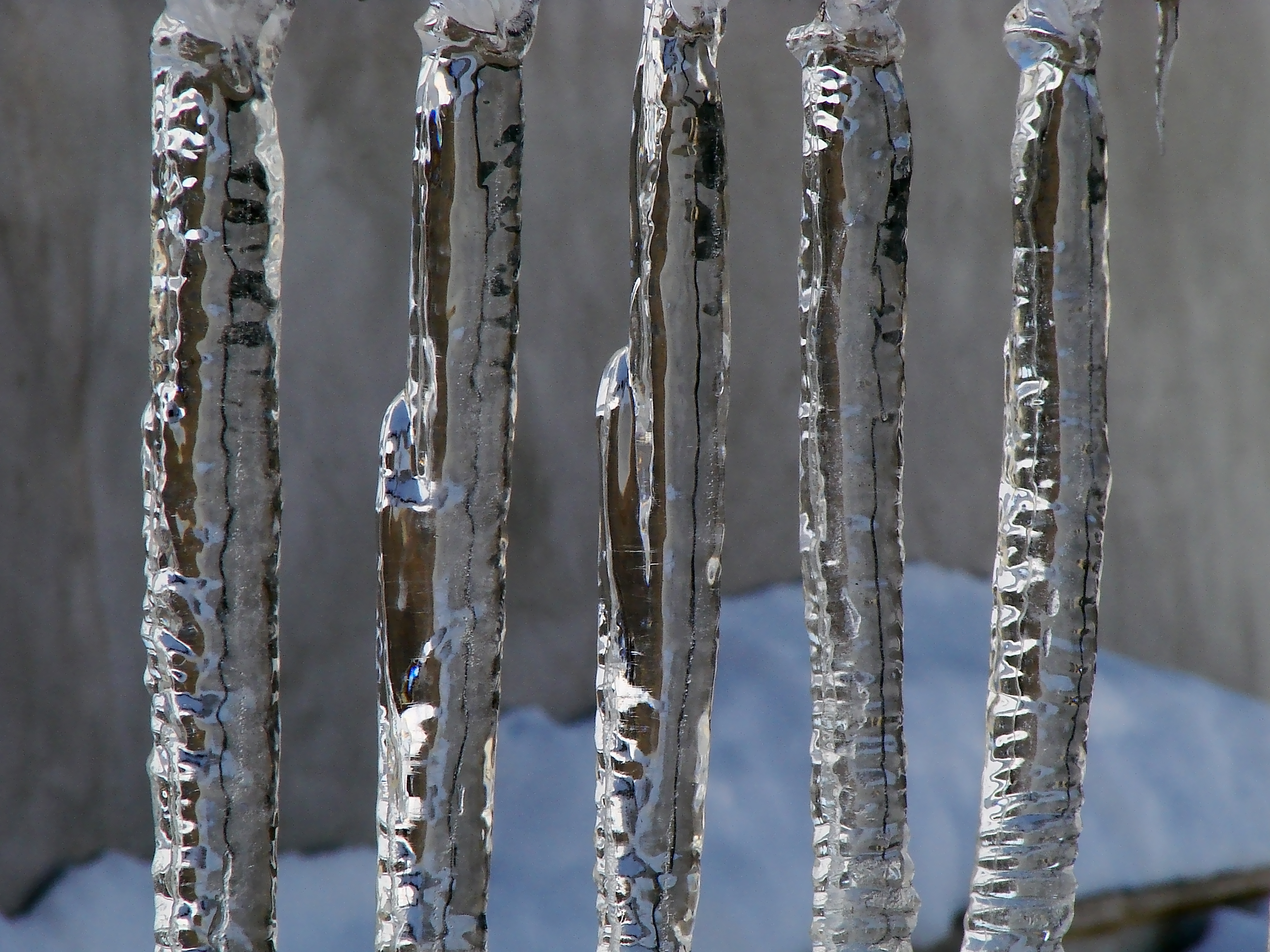
قندیل برف
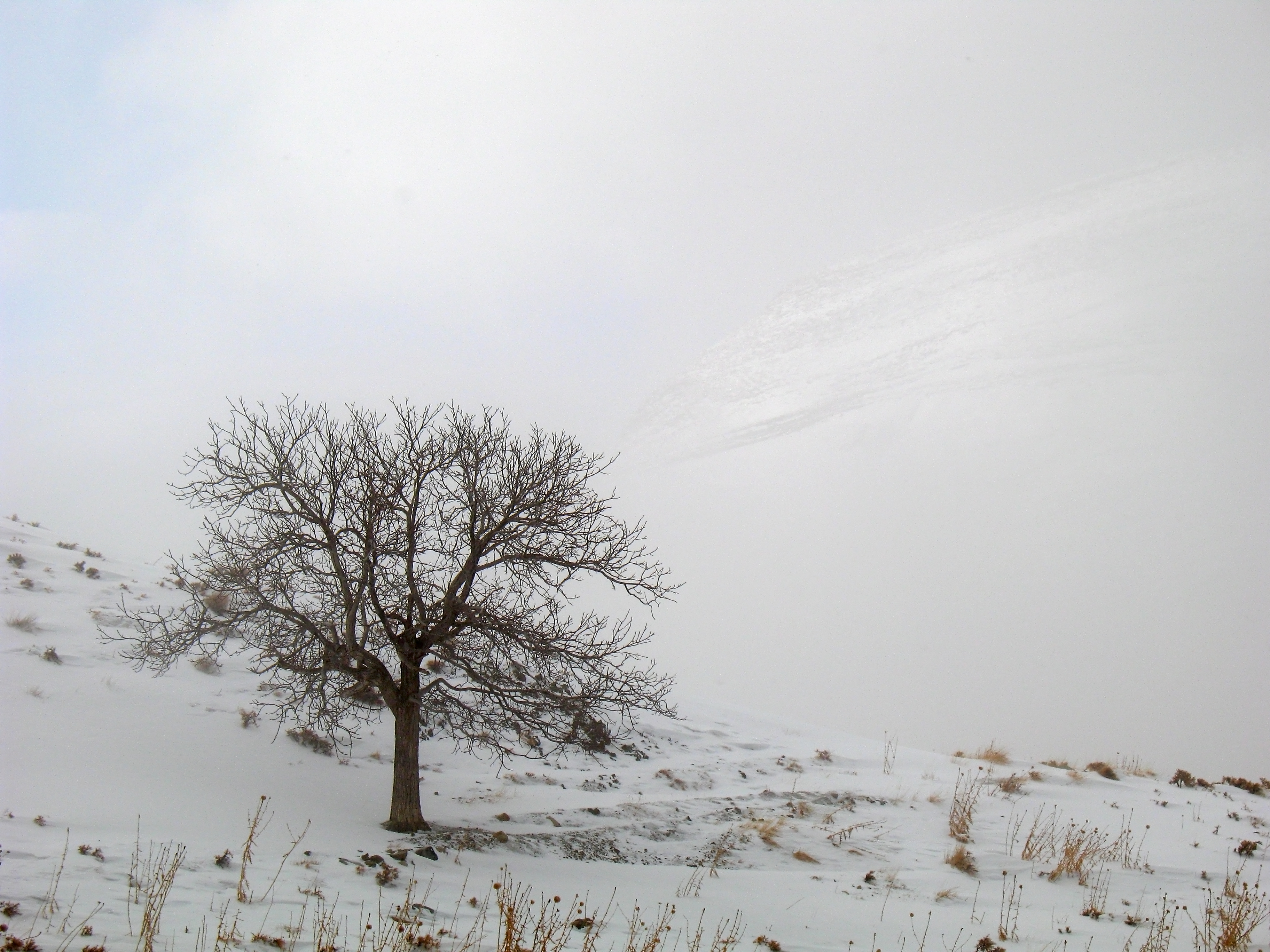
بارش برف در اطراف قم
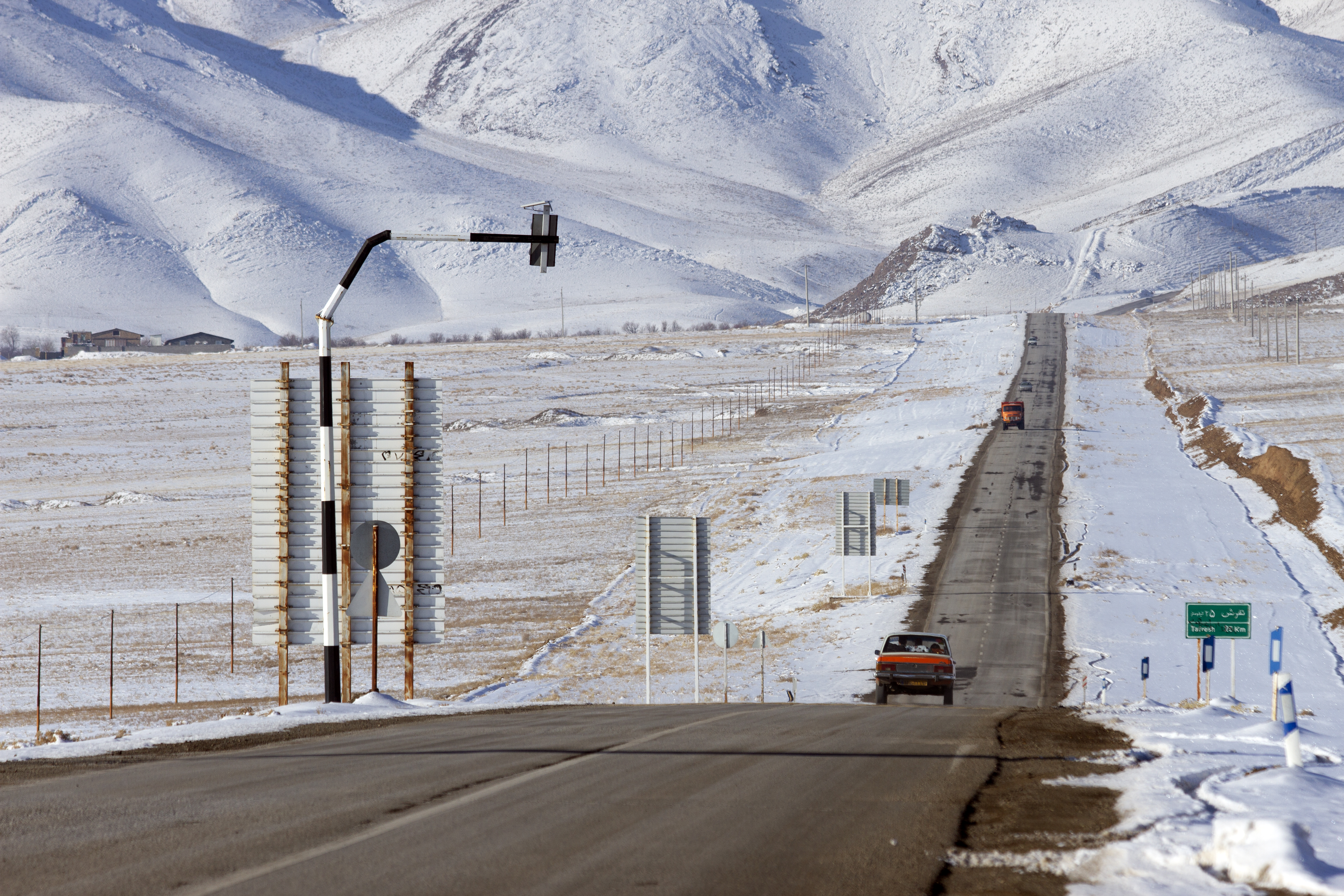
منظره برفی، جاده تفرش
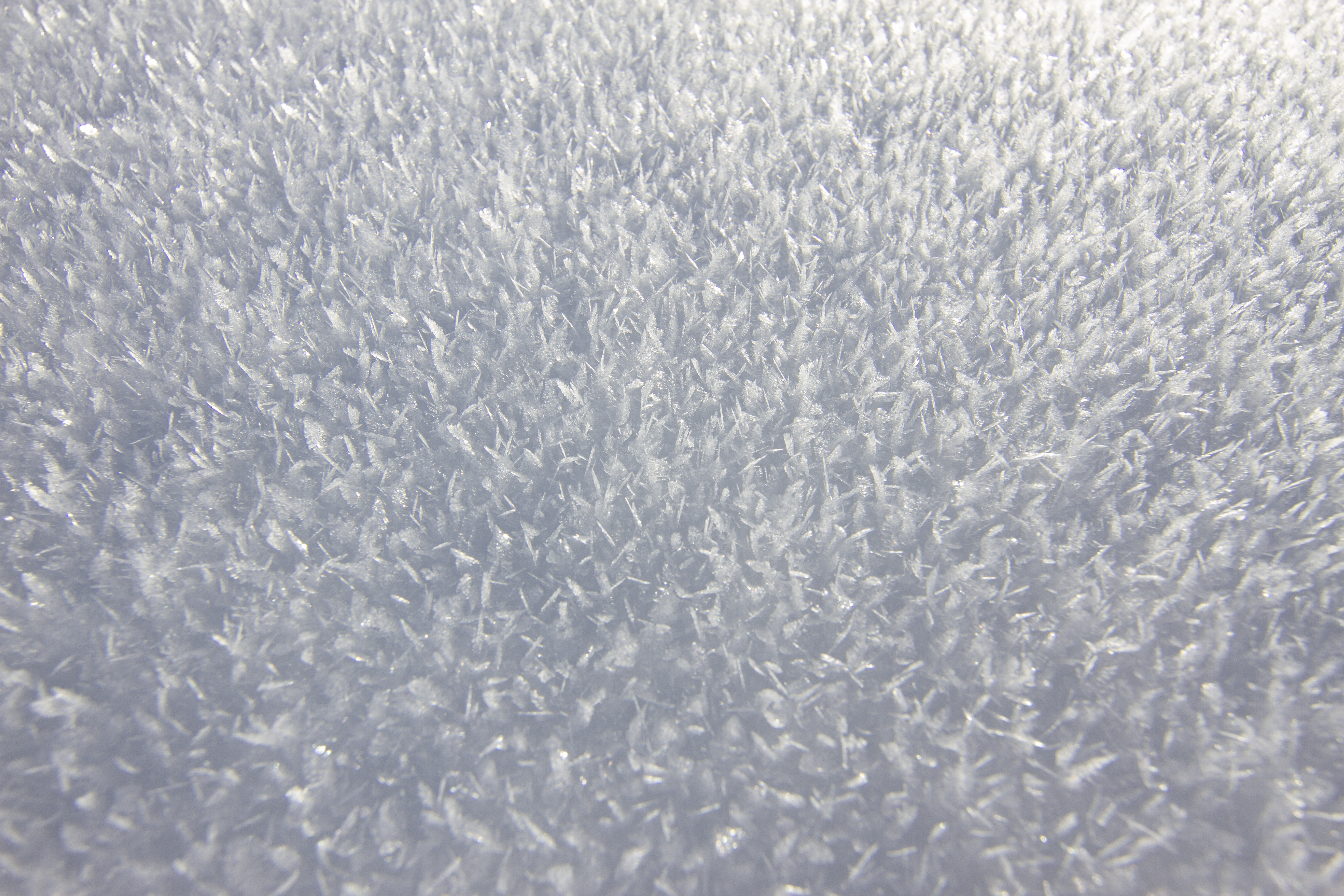
برف